# Rosenus altaicus
Rosenus altaicus är en insektsart som beskrevs av Vilbaste 1965. Rosenus altaicus ingår i släktet Rosenus och familjen dvärgstritar. Inga underarter finns listade i Catalogue of Life.